# Eburia porulosa
Eburia porulosa är en skalbaggsart som beskrevs av Bates 1892. Eburia porulosa ingår i släktet Eburia och familjen långhorningar.
Artens utbredningsområde är:
- Belize.
- Honduras.

Inga underarter finns listade i Catalogue of Life.